# Eveniment Dansgaard-Oeschger

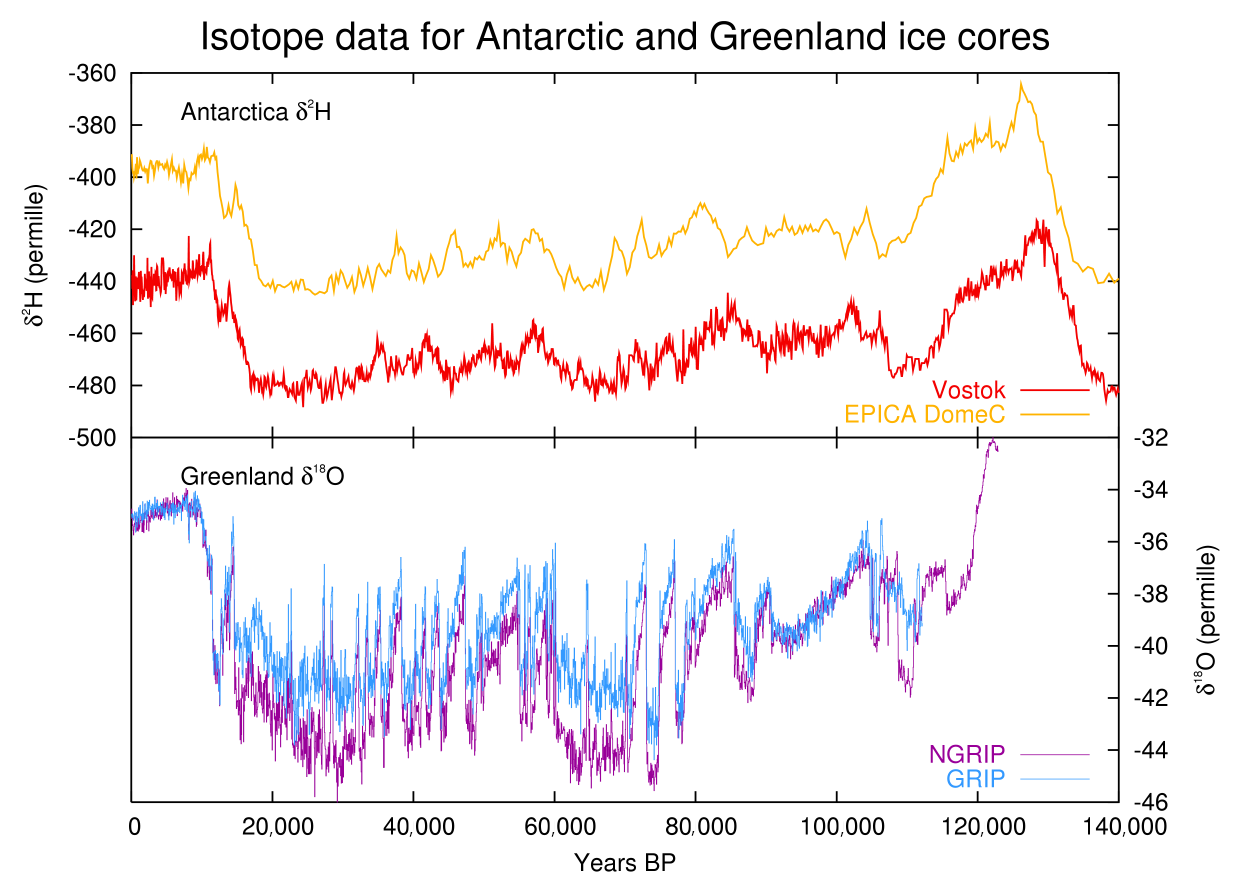
Proxy climatic: Patru carote de gheață din ultimii 140.000 de ani arată evenimente Dansgaard-Oeschger în emisfera nordică, dar nu și în emisfera sudică.

Evenimentele Dansgaard-Oeschger sunt fluctuații climatice abrupte din timpul ultimei perioade glaciare care au fost identificate pentru prima dată în carotele de gheață din calota glaciară groenlandeză. În emisfera nordică, în special în Groenlanda și Atlanticul de Nord, acestea arată ca niște încălziri rapide urmate de răciri mai lente. Au fost identificate în total 25 de astfel de evenimente între 115.000 și 14.000 î.p. Evenimentele Dansgaard-Oeschger poartă numele paleoclimatologilor Willi Dansgaard și Hans Oeschger.
Încălzirea rapidă în nord a fost însoțită de schimbări în circulația termohalină din Atlanticul de Nord și a fost asociată cu răcire în Antarctica. Procesul are loc pe o perioadă de timp care este de obicei descrisă la scară de secole.

## Cauze
Procesele de bază privind apariția și amplitudinea evenimentului sunt încă neclare. Efectul evenimentului în emisfera sudică, cu răcire și fluctuații de temperatură mult mai mici, este semnificativ diferit de cel din emisfera nordică. Existența evenimentelor Dansgaard-Oeschger a câștigat, prin urmare, o recunoaștere pe scară largă doar după examinarea rezultatelor proiectelor de forare a gheții din Groenlanda GRIP și Greenland Ice Sheet Project (GISP), deși dovezi ale fenomenului au fost deja găsite în carota de gheață extrasă la stația Vostok.

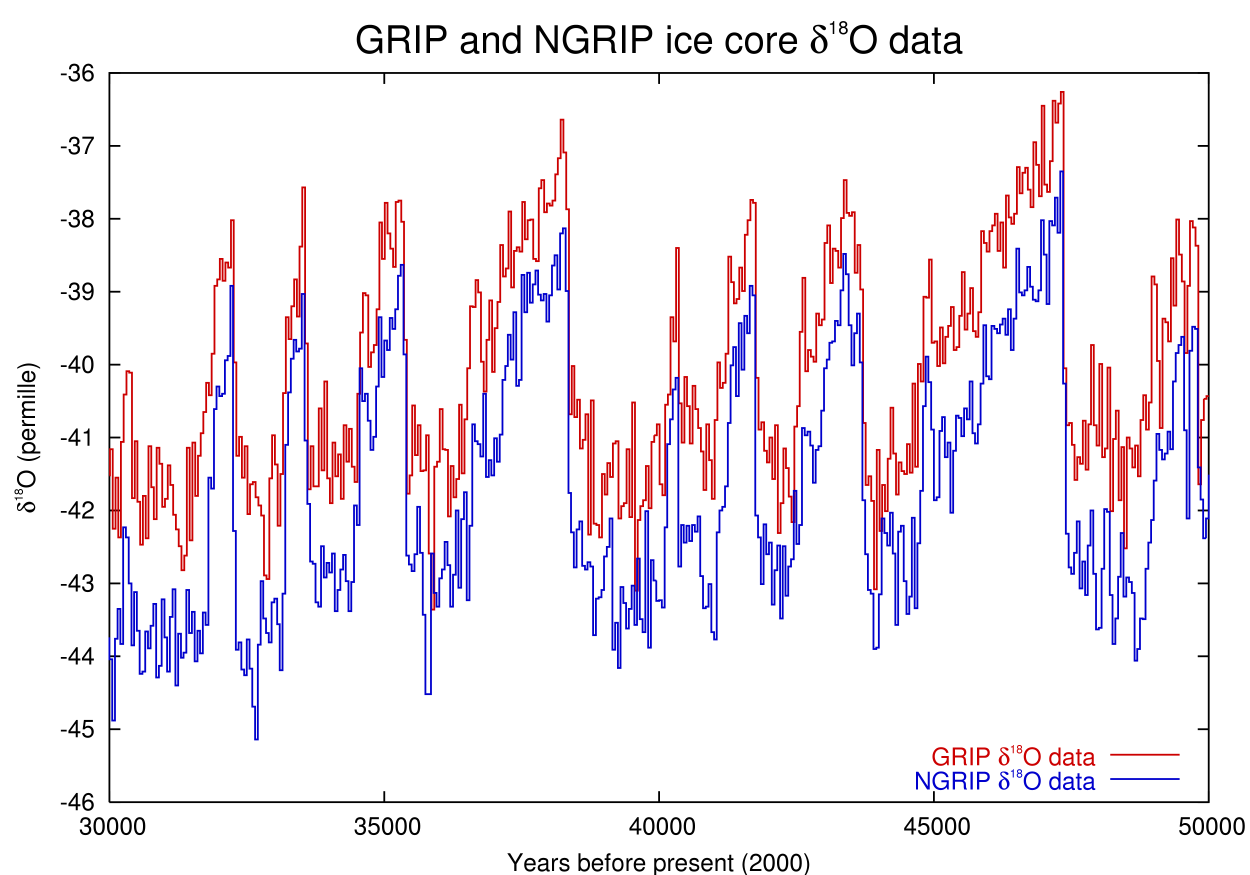
Raportul izotopilor de oxigen din două carote de gheață din Groenlanda, secțiunea în jurul anului 40.000 î.Hr., relația dintre izotopi indică maxime termice în Groenlanda

Evenimentele Dansgaard-Oeschger sunt legate de evenimentele Heinrich. Evenimentele Heinrich sunt perturbări ale circulației termohaline care provoacă răcirea emisferei nordice. Un climat mai rece are ca rezultat o creștere a suprafețelor acoperite cu gheață și, prin urmare, un albedo mai mare al suprafeței Pământului, ceea ce intensifică și mai mult răcirea. Există dovezi că evenimentele Dansgaard-Oeschger au loc sincronic la nivel global.
În 2003, cercetătorul climatic Stefan Rahmstorf a identificat un ciclu de 1.470 de ani în care avea loc fenomenul. În 2004 au fost propuse moduri de circulație oceanică ca explicație. Într-un studiu efectuat în 2005, periodicitatea a fost explicată prin suprapunerea a două cicluri cunoscute de activitate solară. În 1470 de ani, ciclul 210 al activității solare (ciclul Suess-de Vries ) se desfășoară de șapte ori, iar ciclul 86,5 (ciclul Gleißberg) are loc de șaptesprezece ori.
Conform măsurătorilor GISP2, abaterile de la acest ciclu au fost de aproximativ ±12 % în ultimii 50.000 de ani (±2 % în cele mai recente cinci evenimente, ale căror date pot fi înregistrate deosebit de precis). În schimb, nici părțile mai vechi ale carotei GISP2, nici evenimentele comparabile din carota GRIP nu prezintă o asemenea regularitate, care ar putea fi explicată prin fiabilitate variabilă, în special prin numărarea mai precisă a straturilor pentru primii 50.000 de ani ai carotei GISP2.

## Istorie
Privind în urmă, anomaliile Dansgaard-Oeschger pot fi găsite și în alte carote (Camp Century, DYE-3, Renland, GISP). Dansgaard și colab. a notat existența lor în carota GRIP ca fluctuații violente ale semnalului δ<sup id="mwTA">18</sup>O, care păreau să se coreleze cu carotele anterioare din Camp Century de la 1400 km depărtare. Dansgaard și colab. a speculat că acestea ar putea fi legate de moduri cvasi-staționare ale sistemului atmosferă-ocean.